# Ignacio Maestro Puch
Ignacio Daniel Maestro Puch (San Miguel de Tucumán, Argentina; 13 de agosto de 2003) es un futbolista argentino. Juega de delantero y su equipo actual es  San Martín de San Juan, de la Primera División de Argentina.

## Trayectoria
Nacido en San Miguel de Tucumán, jugó rugby y fútbol desde pequeño, aunque finalmente se decidió por el fútbol y entró a las inferiores del Atlético Tucumán luego de quedar libre unos años antes en Independiente.
Debutó con el primer equipo del Atlético Tucumán el 10 de febrero de 2022 ante Sarmiento Junín.

## Selección nacional
Fue citado al Campeonato Sudamericano Sub-20 de 2023.

### Participaciones en Copas del Mundo
| Mundial                  | Sede      | Resultado        | Partidos | Goles |
| ------------------------ | --------- | ---------------- | -------- | ----- |
| Copa Mundial Sub-20 2023 | Argentina | Octavos de final | 4        | 1     |

## Estadísticas

### Clubes
Actualizado hasta su último partido disputado el 11 de mayo de 2025.
| Club                          | Div.          | Temporada     | Liga  | Liga  | Liga   | Copas nacionales | Copas nacionales | Copas nacionales | Torneos internacionales | Torneos internacionales | Torneos internacionales | Total | Total | Total  |
| Club                          | Div.          | Temporada     | Part. | Goles | Asist. | Part.            | Goles            | Asist.           | Part.                   | Goles                   | Asist.                  | Part. | Goles | Asist. |
| ----------------------------- | ------------- | ------------- | ----- | ----- | ------ | ---------------- | ---------------- | ---------------- | ----------------------- | ----------------------- | ----------------------- | ----- | ----- | ------ |
| Atlético Tucumán Argentina    | 1.ª           | 2022          | 16    | 2     | 1      | 3                | 0                | 0                | —                       | —                       | —                       | 19    | 2     | 1      |
| Atlético Tucumán Argentina    | 1.ª           | 2023          | 17    | 0     | 0      | 9                | 0                | 0                | —                       | —                       | —                       | 26    | 0     | 0      |
| Atlético Tucumán Argentina    | Total club    | Total club    | 33    | 2     | 1      | 12               | 0                | 0                | 0                       | 0                       | 0                       | 45    | 2     | 1      |
| C. A. Independiente Argentina | 1.ª           | 2024          | 13    | 1     | 0      | 13               | 1                | 2                | —                       | —                       | —                       | 26    | 2     | 2      |
| C. A. Independiente Argentina | 1.ª           | 2025          | 8     | 0     | 1      | —                | —                | —                | 3                       | 0                       | 0                       | 11    | 0     | 1      |
| C. A. Independiente Argentina | Total club    | Total club    | 21    | 1     | 1      | 13               | 1                | 2                | 3                       | 0                       | 0                       | 37    | 2     | 3      |
| San Martín (SJ) Argentina     | 1.ª           | 2025          | 0     | 0     | 0      | —                | —                | —                | —                       | —                       | —                       | 0     | 0     | 0      |
| San Martín (SJ) Argentina     | Total club    | Total club    | 0     | 0     | 0      | 0                | 0                | 0                | 0                       | 0                       | 0                       | 0     | 0     | 0      |
| Total carrera                 | Total carrera | Total carrera | 54    | 3     | 2      | 25               | 1                | 2                | 3                       | 0                       | 0                       | 82    | 4     | 4      |
| 1. 2.                         |               |               |       |       |        |                  |                  |                  |                         |                         |                         |       |       |        |